# Especial Eurovisión
Especial Eurovisión – pierwszy minialbum hiszpańskiej piosenkarki Pastory Soler, wydany 28 lutego 2012 przez wytwórnię Warner Music Spain.
Album składa się z czterech utworów, które kandydowały o reprezentowanie Hiszpanii w Konkursie Piosenki Eurowizji 2012.

## Lista utworów
| Nr | Tytuł                | Autorzy                                           | Producent          | Czas  |
| -- | -------------------- | ------------------------------------------------- | ------------------ | ----- |
| 1. | „Quédate conmigo”    | Thomas G:son, Tony Sánchez-Ohlsson, Erik Bernholm | Pablo Pinilla      | 3:04  |
| 2. | „Ahora o nunca”      | José Abraham Martínez                             | Pablo Pinilla      | 2:59  |
| 3. | „Me despido de ti”   | Marco Dettoni, Xerónimo Manzur, Javier Rodríguez  | Pablo Pinilla      | 3:02  |
| 4. | „Tu vida es tu vida” | Max Minoia, Juan María Montes, Eleonora Giudizi   | Pablo Pinilla      | 3:01  |
|    |                      |                                                   | Całkowita długość: | 12:06 |